# Ghiacciaio Sloket
Il ghiacciaio Sloket (in norvegese, letteralmente: "Gora del mulino") è un ghiacciaio situato sulla costa della Principessa Astrid, nella Terra della Regina Maud, in Antartide. Il ghiacciaio, il cui punto più alto si trova a oltre 1800 m s.l.m., si trova in particolare nel gruppo montuoso dei monti Mühlig-Hofmann, dove fluisce verso nord scorrendo tra il monte Slokstallen e il monte Petrellfjellet.

## Storia
Il ghiacciaio Sloket fu scoperto e fotografato per la prima volta nel 1939 grazie a ricognizioni aeree svolte durante la spedizione tedesca Nuova Svevia, 1938-39, ed in seguito rimappato più dettagliatamente da cartografi norvegesi grazie a ricognizioni effettuate nel corso della sesta spedizione antartica norvegese, svoltasi nel 1956-60, che lo battezzarono con il suo attuale nome.